# Матлака (Флорида)
Матлака (англ. Matlacha) — статистически обособленная местность, расположенная в округе Ли (штат Флорида, США) с населением в 735 человек по статистическим данным переписи 2000 года.

## География
По данным Бюро переписи населения США, статистически обособленная местность Матлака имеет общую площадь в 0,52 квадратных километров, водных ресурсов в черте населённого пункта не имеется.
Статистически обособленная местность Матлака расположена на высоте уровня моря.

## Демография
По данным переписи населения 2000 года, в Матлакe проживало 735 человек, 213 семей, насчитывалось 409 домашних хозяйств и 579 жилых домов. Средняя плотность населения составляла около 1413,46 человек на один квадратный километр. Расовый состав населённого пункта распределился следующим образом: 98,23 % белых, 0,27 % — коренных американцев, 0,27 % — азиатов, 0,54 % — представителей смешанных рас, 0,68 % — других народностей. Испаноговорящие составили 1,36 % от всех жителей статистически обособленной местности.
Из 409 домашних хозяйств в 6,4 % воспитывали детей в возрасте до 18 лет, 46,9 % представляли собой совместно проживающие супружеские пары, в 3,9 % семей женщины проживали без мужей, 47,7 % не имели семей. 39,4 % от общего числа семей на момент переписи жили самостоятельно, при этом 19,3 % составили одинокие пожилые люди в возрасте 65 лет и старше. Средний размер домашнего хозяйства составил 1,80 человек, а средний размер семьи — 2,33 человек.
Население статистически обособленной местности по возрастному диапазону по данным переписи 2000 года распределилось следующим образом: 7,3 % — жители младше 18 лет, 2,4 % — между 18 и 24 годами, 17,4 % — от 25 до 44 лет, 34,7 % — от 45 до 64 лет и 38,1 % — в возрасте 65 лет и старше. Средний возраст жителей составил 58 лет. На каждые 100 женщин в Матлакe приходилось 105,9 мужчин, при этом на каждые сто женщин 18 лет и старше приходилось 106,4 мужчин также старше 18 лет.
Средний доход на одно домашнее хозяйство статистически обособленной местности составил 36 417 долларов США, а средний доход на одну семью — 50 000 долларов. При этом мужчины имели средний доход в 28 056 долларов США в год против 28 750 долларов среднегодового дохода у женщин. Доход на душу населения статистически обособленной местности составил 36 417 долларов в год. 7,4 % от всего числа семей в населённом пункте и 9,2 % от всей численности населения находилось на момент переписи населения за чертой бедности, при этом 23,9 % из них были моложе 18 лет и 2,8 % — в возрасте 65 лет и старше.